# Астрономічний годинник Пассмана

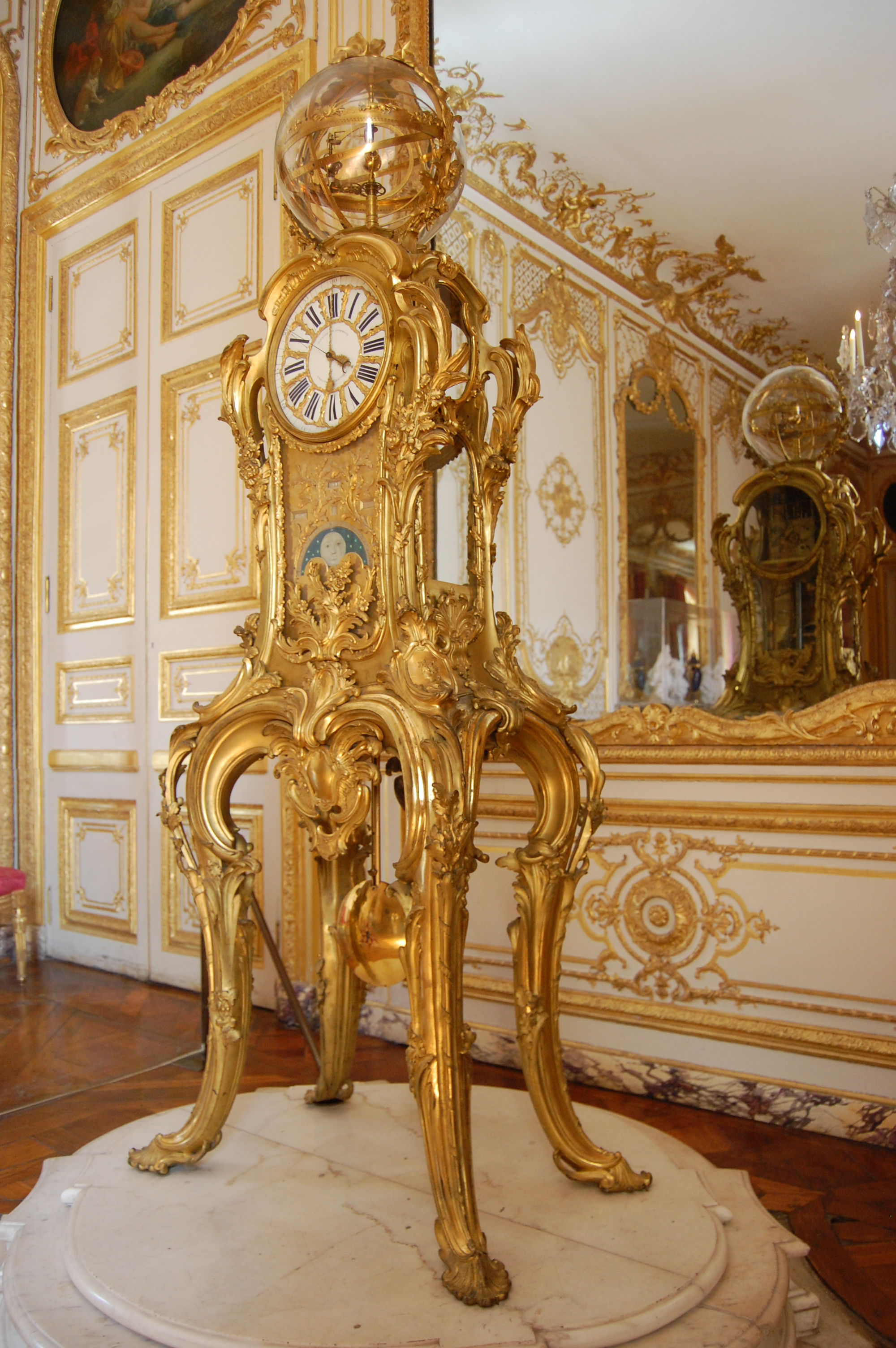
Астрономічний годинник Пассмана

Астрономічний годинник Пассмана — астрономічний годинник, спроектований Клодом-Симоном Пассманом у XVIII ст. Вперше в історії встановив у Франції офіційний час. Нині розміщений на першому поверсі Версальського палацу (Франція) в Малих апартаментах Короля у Вітальні з годинником.

## Опис
Годинник є видатною роботою в стилі рококо висотою більше 2 метрів, увінчаний астрономічною сферою, що рухається. Він показує день, час, фази Місяця в реальному часі, а також рух планет Коперника. Великий астрономічний циферблат відзначає схід і захід Сонця та Місяця кожен день. Земля представлена бронзовою кулею, на якій викарбувані всі країни з головними містами. Ця куля розміщена між гірськими скелями і водоспадами, які слугують універсальним небосхилом.
Механізм годинника спроектований таким чином, щоб показувати дату до кінця 9999 року.

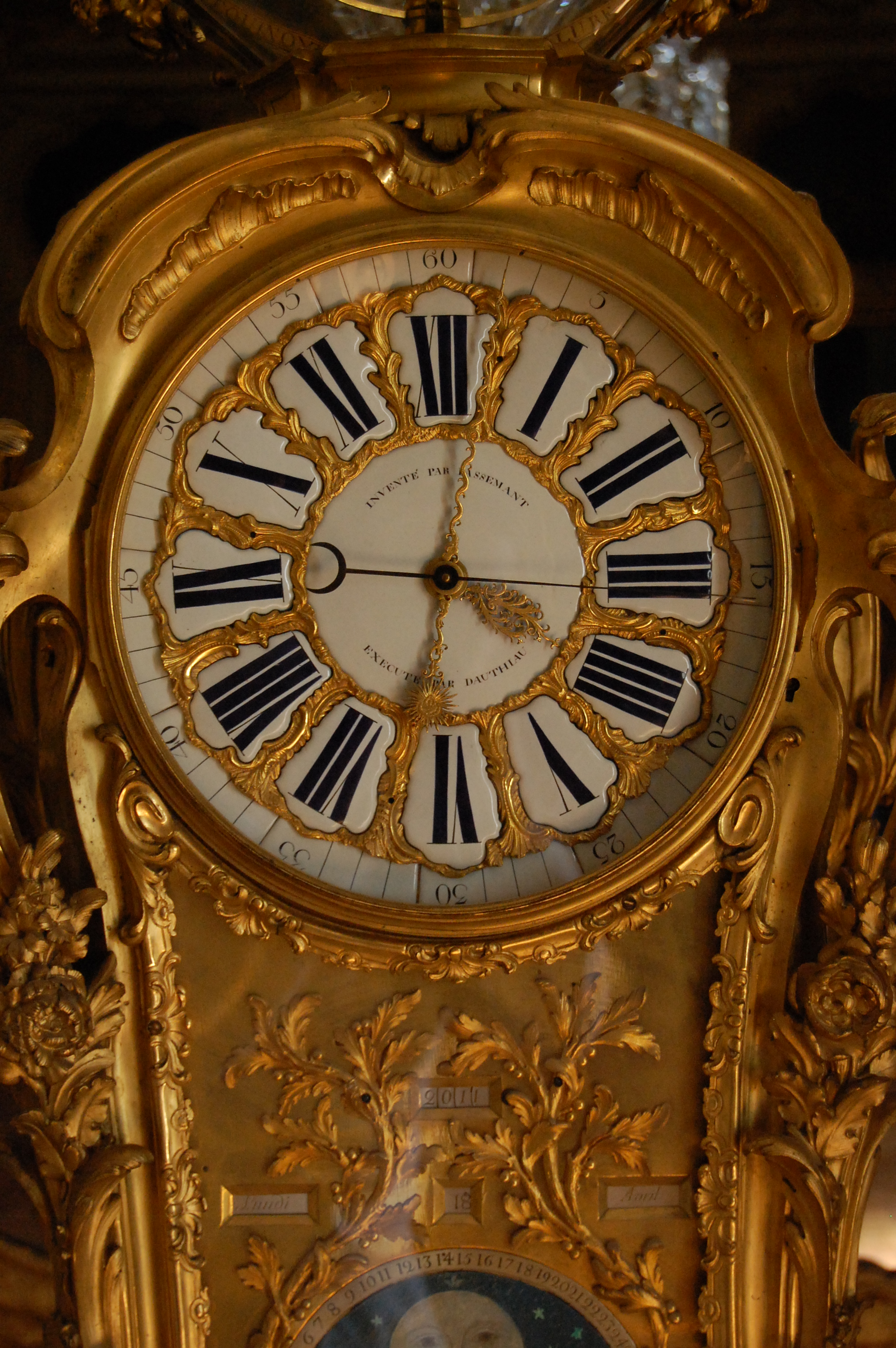
Циферблат
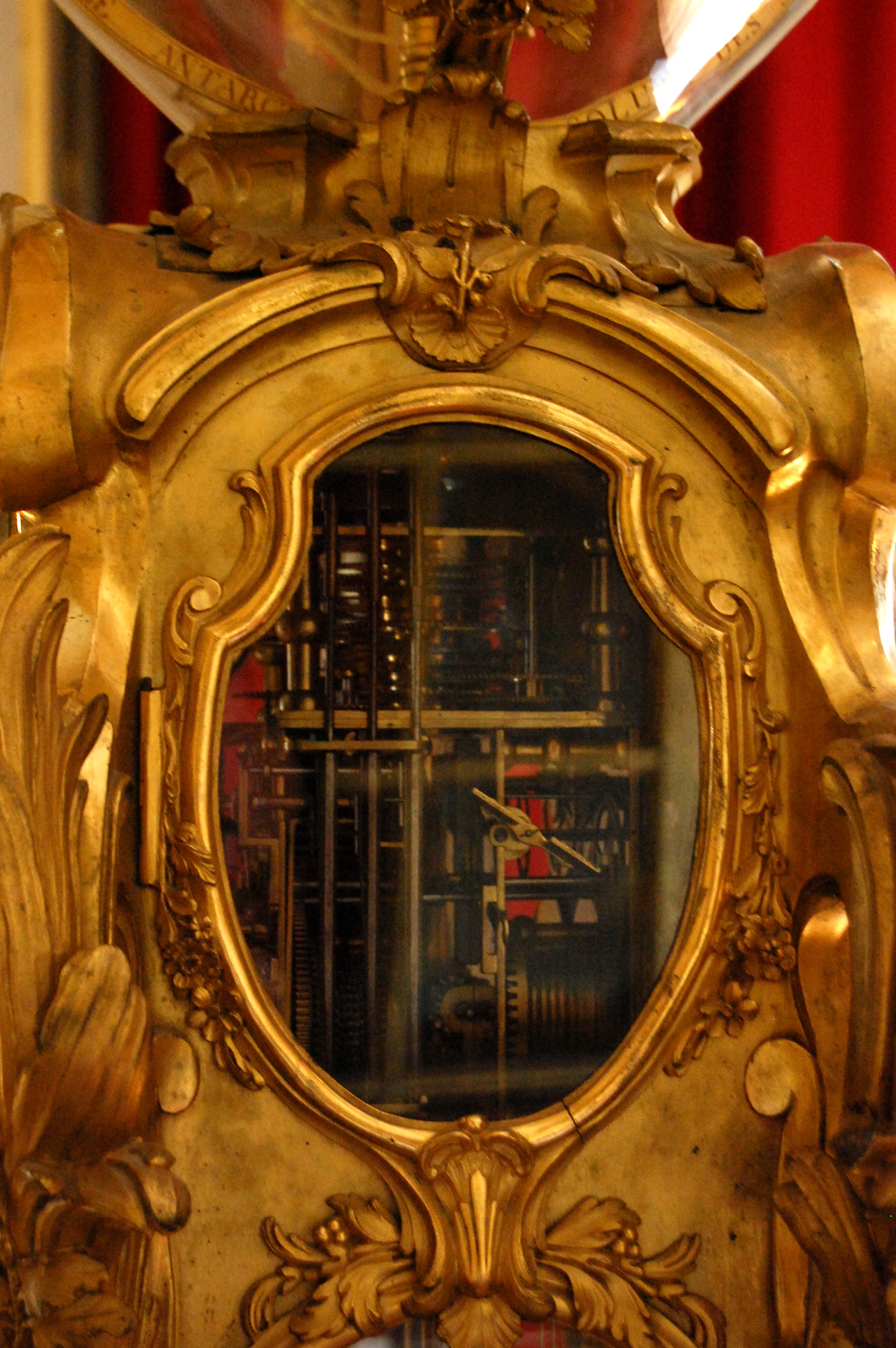
Механізм

## Творці
Механізм годинника був розроблений інженером Клод-Симоном Пассманом (фр. Claude-Siméon Passemant, 1702–1769) і виконаний годинниковим майстром Луї Дотіо (фр. Louis Dauthiau, 1730–1809). Корпус в стилі рококо зі позолоченої бронзи виконаний в 1753 році скульптором Жаном-Жаком Каффієрі (1735–1792) і ливарником Філіпом Каффієрі (1714–1774).

## Історія
Після подання на розгляд і схвалення Французькою академією наук в серпні 1749 року, годинник був представлений Людовику XV герцогом Шольна 7 вересня 1750 року в замку Шуазі. Того ж року Король купив годинник. У січні 1754 року він зайняв своє місце серед інших астрономічних годинників у Версалі. Проте свою назву Вітальня з годинником (фр. Salon de la pendule) отримала на честь циферблата годинника, вбудованого в панелі декору кімнати. Той факт, що годинник був розміщений в цій кімнаті, свідчить про у інтерес і увагу Людовика XV до ремесел і безпосередньо годинникової справи.